# 興宗寺 (福井市)
興宗寺（こうしゅうじ）は福井県福井市松本にある浄土真宗本願寺派の寺院である。山号は「牛鼻山」（ぎゅうびざん）。

## 沿革

### 興宗寺のはじまり 　覚如上人準由緒寺
興宗寺の開基は行如である。
「三河念仏相承日記」によると高田系顕智の教えを受けた円善（三河和田）の弟子であった。同じ円善の弟子としては真宗三門徒派の如道（越前大町、大町道場、後の大町専修寺）・信性（越前和田、和田道場、後の和田本覚寺）・専精（越前大野、専光寺）などがあり、念仏をすすめていた。行如は「三河念仏相承日記」に「越前長畝郷田島」とあり、今の坂井市坂井町田島あたりに拠点を置き、伝道に従事したという。如道が大町道場を開いたのは1290年であり、行如もその頃に道場を開いたと考えられる。
行如は高田門徒の支流に属するが、本願寺覚如とも接触があった。覚如が大町道場をたずね（1311年、応長元年）、ここに二十日余りも滞在した。その折に行如・如道・信性は覚如から教えを受け、さらに覚如から「教行信証」を伝授され、宗祖の鏡御影（かがみのごえい）も開帳するなど勧化に務めたこともあり、行如等は本願寺系となった。
行如は覚如の法脈を受け、本願寺と良好な関係を保ち続けた。本願寺に残る文書「慕帰絵第十巻」には「凡又、聞法血脈の名字を釣輩は、有昭・善教・覚浄・教円・乗智・成信・行如・承入・唯縁・道慶・寂定等なり。」とあり、覚如の「聞法血脈」に含まれる重要な人物の一人として行如が挙げられている。
興宗寺の寺号が初めて文献に見えるのは、「反古裏書」の藤島超勝寺創立由緒を語る部分である。「彼円善の弟子、越前国大町ノ如道ト云者アリ。田嶋ノ興宗寺行如、和田信性アヒトモニ、覚如上人御在国ノ中、御勧化ヲウケラレシ法徒也。」との記述があり、覚如から教えを受ける1311年（応長元年）以前かその直後あたりから興宗寺の寺号を称していたらしい。覚如が親鸞の廟堂に「本願寺」の号を付したのが1312年（正和元年）から1321年（元亨元年）の間のこと。また了源が建てた寺に覚如が興正寺（のち佛光寺と改める）と名付けたのが1323年（元亨3年）である。そのことから言えば本願寺系としてはかなり早い段階での寺号呼称であり、覚如から寺号を賜ったという言い伝えにも頷けるものがある。
道場を開いた頃から数えると720余年の歴史があり、またかなり早い段階での寺号呼称から考えても、本願寺系の寺院としてはかなりの古刹である。
興宗寺は「タジマ」の地にあった為、但馬（田島・田嶋）興宗寺と呼ばれていた。
その後、行円・行祐・円祐・円慶と次第され、現在は第二十三世釋琢生が住職をしている。「元治由緒書」や「文政由緒書」によれば、行如は北条時政の孫（北条時房の子）である北条時村（北条相模次郎時村）であったという。そのためか興宗寺の住職は北條姓を名乗っている。

### 蓮如上人由緒寺
興宗寺第五世円慶の頃、本願寺の蓮如が越前吉崎に下向した。蓮如の下向に際しては円慶が供奉したとも、興宗寺門徒である大家彦左衛門が供奉したとも言われている。
蓮如は興宗寺に滞在し文明3年7月15日に、御文章第一章の制作をした（御文来意鈔）。その後7月27日より吉崎において一宇を建立することになる。吉崎御坊の一宇建立にあたっては、朝倉氏に出入りしていた大家彦左衛門を通じ、朝倉氏（朝倉孝景か）に内々に申し入れて許容され、御山の土地と材木の寄附を受けたとされている。御坊が完成するとすぐに、多屋と呼ばれる宿坊が建てられた。初めは本向寺・本覚寺・興宗寺の三ケ寺だけであったが、その後、照護寺・興行寺・超勝寺など48もの多屋が立ち並んだ。
吉崎御坊の建立やその後の蓮如の教化活動を支えた功が認められ蓮如から山号の免許があり「牛鼻山」の山号と方便法身尊像を拝領した。牛鼻山の名は、吉崎牛ケ鼻に多屋を建てていた為ともいわれ、また第五世円慶が隠居した加賀月津の牛ケ鼻に掛所があった為ともいわれている。
蓮如が吉崎を退去した1475年（文明7年）には順如（蓮如長子）から蓮如絵像を下付されている。
更に翌年には蓮如から親鸞聖人御影も下付されている。
現在、興宗寺の納骨堂には御文章をしたためる蓮如の像が置かれていて、蓮如との深い関係を偲ばせている。

### 寺基の移転と興宗寺の掛所・下寺

#### 長畝郷田島から北の庄（福井）へ
もとは越前長畝郷田島（現在の福井県坂井市坂井町田島辺り）に寺基があった。今でも「御坊前」と称する田や、「堂越」とか「堂垣」という名字が残っている。
1585年（天正13年）北ノ庄城主堀秀政が本願寺顕如（当時は石山本願寺から雑賀へ転じていた）に北庄柳町の寺地を寄進し、1587年（天正15年）に柳町御坊（表御堂、福井御坊、のちの福井別院）が造営された。これに伴い越前の大寺院が集められ、興宗寺も柳町に転じている（現在の福井地方裁判所の辺り）。
更に1659年（万治2年）と1669年（寛文9年）の大火を機に城下の整備が行われ、城下北端（現在の宝永小学校）へと移転が行われ、千五百坪の境内地には松が繁り堂々たる伽藍・庫裏・書院・蔵等が整備された。この時、柳町にあった表御堂（後の本願寺福井別院、西別院）・本覚寺・照護寺・千福寺なども一緒に移転が行われ、門前町が形成され、御堂町と呼ばれた（福井県史より）。
戦災と昭和23年（1948年）の福井地震の為、興宗寺の建物のほとんどが壊滅。戦後復興と震災復興の為、市内の区画整理が行われ宝永小学校の移転があった。その為、興宗寺は代替地を与えられ現在の福井市松本3丁目11-19に移転し今に至る（現在の宝永小学校の南東側）。（福井市設置の解説板より）

#### 太子堂
第五世円慶が隠居した加賀月津の掛所は、当初太子堂と称され実如から方便法身尊像が下付されている。裏書によれば興宗寺門徒たる月津太子堂の住持に下付したとなっている。この太子堂は円慶の子息のうちの1人が受け継いだようである。その後天文年間、証如の時代に入ると、本願寺の文書や免物の裏書に「但馬興宗寺」と「加州興宗寺」の両方が見られるようになる。「本願寺史料研究所報15号」によると1505年（永正2年）から1537年（天文六年）の間に、月津の太子堂に寺号「興宗寺」が授与されたとみなければならない。
但馬興宗寺と月津太子堂（加州興宗寺）は当初から、どちらかに子息がいない場合は、他方から子息を迎えるなどして、良好な関係であった。しかし、本願寺が東西に分派した際に、但馬興宗寺は西派（現在の浄土真宗本願寺派）、加州興宗寺は東派（現在の真宗大谷派）に分かれることになる。
顕如が長男の教如を義絶したのは第八世誓了の時代であり、加州興宗寺には誓了の弟である善了が入寺していた。教如に加担した善了もまた本願寺より破門されることとなる。
その後、教如が1602年（慶長7年）に東本願寺を建て、善了は加州興宗寺を東派とし完全に分立したのである。
分派は第十世心願がちょうど住持職を継職した頃である。この心願は東派になった善了の次男であったようだ。
月津太子堂（加州興宗寺）は現在も牛鼻山興宗寺（大谷派）として石川県小松市月津にある。（興宗寺 (小松市)）

#### 山下道場（西念寺、吉崎寺）
興宗寺門徒大家彦左衛門は、蓮如の越前国内を経回した際のお供をしたこと。朝倉氏への働きかけをしたこと。また吉崎御坊完成に至るまで大家彦左衛門宅に蓮如が止宿していたことにより、蓮如が帰洛の際に六字名号を賜った。
蓮如退去後、大家彦左衛門は教聞坊と名を改め、吉崎山下に道場を構えて子孫継承し御山を守護した。これを山下道場と呼んだ。蓮如上人祥月命日には蓮如ゆかりの山上の松の枝に賜った名号を掛けて諸人に拝礼させていた（松懸の名号、寛政六年より興宗寺に寄贈されている）。
1746年（延享3年）山下道場の場所に西御坊（のちの西本願寺吉崎別院）が建立されることになった為、代替地を下され吉崎町内に転ずると共に「西念寺」の寺号を付し、興宗寺の下寺として吉崎一円の興宗寺門徒を管理していた。明治以降は独立して吉崎寺（浄土真宗本願寺派）となっている。

#### 静照庵
静照庵の呼称が見られるのは実如の書状（静照庵と但馬興宗寺から報恩講の懇志を受け取ったという返答）などである。
これは第六世慶祐が隠居し、興宗寺隣地に建てた庵のことである。しかし、慶祐の子息祐玄（興宗寺歴代には数えられていない）が死去したことにより慶祐が但馬興宗寺住持に復帰した為、娘婿に月津太子堂より慶了を迎え静照庵の住持とした。実如から下付された方便法身尊像の裏書にも「長畝郷但馬静照庵　　願主釈慶了」とある。
しかし興宗寺に新たな子息が生まれなかった為、慶了は興宗寺の第七世となり、また、第八世誓了の時代に柳町に転じたこともあり、静照庵は廃庵になってしまったようである。

#### そのほかの下寺
1612年（慶長17年）のものと考えられる本願寺の坊官である下間仲孝の書状によると、興宗寺には性玄寺・慶崇寺・浄善寺・千福寺の下寺があったことが分かる。
書状の内容としては、「興宗寺の家督に関して、第八世誓了の譲状に記されるごとくに、第十世心願から「少輔」に譲り渡すべしとの准如の意向である。また、性玄寺・慶崇寺・浄善寺・千福寺の座配については「少輔」の指示に従うように」という安堵状である。（少輔は第十一世心了のことである。第九世祐了が早世であった為、加州興宗寺の次男であった心願が儲けていた子息（幸菊、長じて少輔、得度して心了）を迎えることにしたが、まだ幼かった為、父の心願も共に迎え第十世となった。しかし暫定的な住持だったようで住持職に就いていたのは約１２年間である）
この文書に知られるように、興宗寺を「本寺」とする下寺が少なくとも４ヶ寺はあった。またこの他にも山下道場などの道場も含め下寺や掛所が数か所はあったようである。
明治中期の西本願寺「末寺附属下寺調査簿」によると興宗寺の下寺は１ヶ寺だけになっている。この１ヶ寺は山下道場から発展した西念寺のことである。この頃までには他の下寺は西本願寺の直参寺院となっていたようだ。また既述ではあるが西念寺も後に吉崎寺として独立し、西本願寺の直参となっている。

### 歴代住職
- 開基　　　行如
- 第二世　　行圓
- 第三世　　行祐
- 第四世　　圓祐
- 第五世　　圓慶
- 第六世　　慶祐
- 第七世　　慶了
- 第八世　　誓了
- 第九世　　祐了
- 第十世　　心願
- 第十一世　心了
- 第十二世　心行
- 第十三世　心蓮
- 第十四世　法致
- 第十五世　法菡
- 第十六世　法和
- 第十七世　本恵
- 第十八世　廣浄
- 第十九世　廣善
- 第廿世　　尊善
- 第廿一世　鏡然
- 第廿二世　紘文
- 第廿三世　琢生

## 浮世又兵衛と興宗寺

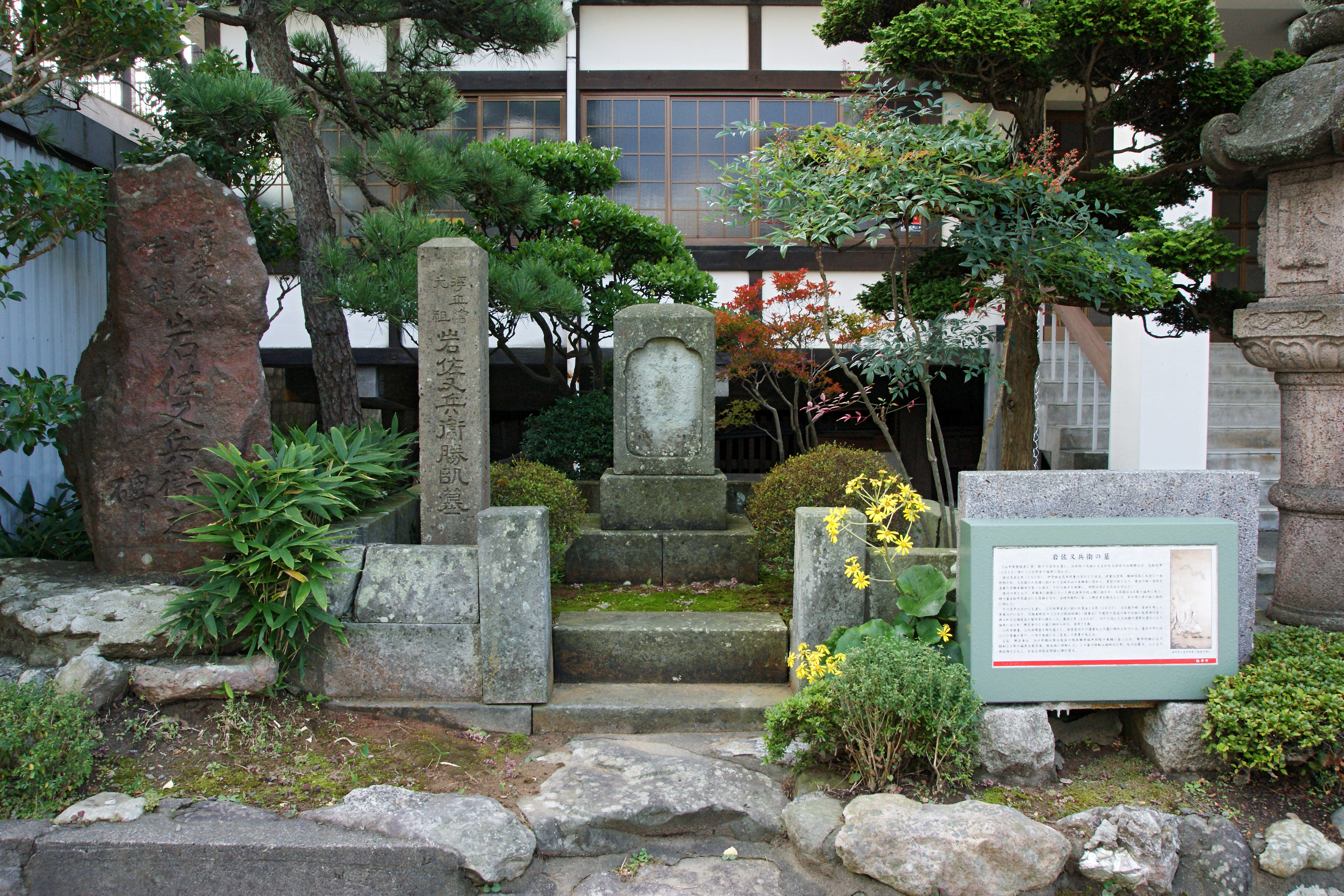
岩佐又兵衛墓

浮世又兵衛とよばれる岩佐又兵衛は、織田信長に仕えた荒木村重の子であった。しかし、村重は信長に反逆を企て失敗したため、荒木一族はことごとく殺害された。そのなかで幼かった又兵衛は乳母に救い出され、石山本願寺に身を寄せていた。又兵衛40歳の頃、本願寺で執事をしていた興宗寺第十世心願が又兵衛の画才に目をとめ、福井藩の絵師として推挙した（そのころ興宗寺は福井藩越前松平家と何らかの深い関わりがあったと思われる）。そのため又兵衛は妻子と共に越前に移り住み20年余りを福井で過ごした。60歳になると幕府より招請を受け、妻子を残し江戸に上って活躍した。73歳で江戸で没したが、遺言により遺骨は興宗寺に納骨され、興宗寺が岩佐家の手次寺となった。二代目勝重、三代目以重（陽雲）も興宗寺に納骨されている。
岩佐家の墓は興宗寺境内地（現在の宝永小学校）にあった。福井地震後、寺基が移転した後も、小学校地内に残された。昭和62年（1987年）に校舎改築に際して、現在の興宗寺境内地に移されている。現在は福井市による解説板が設置されており、元の墓位置にも碑が建っている。
墓の移転に際して、立ち会った興宗寺住職が墓の中から「荒木」と書かれた越前焼の壺を発見している。荒木は信長に反逆した父の姓である。そして、岩佐というのは母方の姓とも乳母の姓ともいわれている。

## 聖徳幼稚園
興宗寺境内地内には聖徳幼稚園が併設されている。昭和25年（1950年）4月に開設。初めは宗教法人興宗寺立であったが、昭和47に学校法人になった。子ども達を「みほとけ様の子」として、「明るく・逞しく・心豊かに」を教育目標として幼児教育の一端を担っている。
また音楽教育にも取り組み、お寺の幼稚園だけあって、仏教讃歌にも力を入れている。本願寺福井別院（西別院）の法要などにも参加し、献花・献灯や仏教讃歌などで華を添えている。

## 周辺施設
- 本願寺福井別院（西別院）
- 宝永小学校
- 養浩館庭園
- 福井市立郷土歴史博物館
- 福井城跡（現福井県庁）
- 照護寺
- 千福寺 (福井市)